# Esercito Riorganizzatore Nazionale
L'Esercito Riorganizzatore Nazionale (in spagnolo Ejército Reorganizador Nacional) fu una delle numerose forze armate che presero parte alla rivoluzione messicana.
Fu formato nel maggio del 1916 dal generale Félix Díaz, nipote dell'ex-presidente/dittatore del Messico Porfirio Díaz, come successore del disciolto esercito federale messicano per combattere il governo dittatoriale costituzionalista di Venustiano Carranza, al fine di insediare il generale come nuovo presidente, ma l'esercito non riscosse molto successo e non riuscì a competere contro l'Esercito costituzionale e, nonostante le varie rivolte scatenate, finì per disperdersi in inefficaci azioni di guerriglia durate fino al 1920, quando Díaz venne (nuovamente) esiliato dal Messico.
Questo esercito fu il braccio armato del movimento felicista, sostenitore di Díaz e che da lui prese il nome.

## Contesto storico
La rivoluzione messicana iniziò con la rivolta generale promossa da Francisco Madero nel 1910 per abbattere il regime di Porfirio Díaz, zio di Félix, che da tre decenni opprimeva il popolo messicano e terminò l'anno seguente con le dimissioni e la partenza per l'esilio del dittatore.
Félix Díaz protestò subito duramente contro questa rivolta che lui riteneva illegale contro un presidente, tra l'altro importante membro della sua famiglia, eletto regolarmente. Nel 1913 per questo sostenne il generale Victoriano Huerta che nel colpo di Stato chiamato Decade tragica (9 - 19 febbraio 1913) destituì il governo democratico di Madero e pochi giorni dopo lo fece assassinare insieme al suo vicepresidente José María Pino Suárez.
Félix Díaz, a differenza dei futuri capi rivoluzionari Pancho Villa, Emiliano Zapata, Venustiano Carranza e Álvaro Obregón, che si organizzarono nel Piano di Guadalupe per vendicare Madero, vide subito di buon occhio il nuovo regime oligarchico di Huerta e si mise al suo servizio, in un tentativo di guadagnare sufficiente notorietà per poter ambire al potere totale nel futuro. Tuttavia ricevette una delusione.
Huerta lo nominò ambasciatore in Giappone ma quando tornò in Messico fu talmente pressato dal presidente a causa delle loro diverse visioni politiche, che lo costrinse all'esilio prima a New York negli Stati Uniti d'America e poi a L'Avana a Cuba.
Il regime di Huerta ebbe vita breve. Dopo i successi dei generali rivoluzionari, primo tra tutti Pancho Villa, in tutta la Nazione e l'occupazione statunitense di Veracruz, il dittatore fu costretto a dimettersi e andò in esilio. Tuttavia anche l'alleanza rivoluzionaria, riunita nella Convenzione di Aguascalientes, ebbe vita breve. Villa e Zapata, consapevoli della deriva autoritaria della fazione costituzionalista sorretta da Venustiano Carranza, si dichiararono difensori assoluti della democrazia in Messico tramite la Convenzione e occuparono Città del Messico con le loro forze ma, non riuscendo a trovare un accordo, si ritirarono con le loro forze nei rispettivi territori, lasciando così a Carranza e il suo fido Álvaro Obregón, il potere effettivo e il tempo di riorganizzarsi.
Díaz a quel punto pensò che nel caos generale causato dalla deriva in una vera e propria guerra civile della Rivoluzione, fosse il momento giusto per tornare in Messico e presentarsi come il possibile risolutore della disperata situazione.

## L'esercito
Nel febbraio del 1916 Díaz emanò il Piano di Tierra Colorada (località di Veracruz), un manifesto scritto in articoli in cui esponeva le sue idee e piani per far fronte ai problemi interni tra cui la restaurazione della Costituzione del 1857, di stampo moderato, e annunciava la nascita formale a breve dell'Esercito Riorganizzatore Nazionale, il braccio armato del movimento felicista liberal-conservatore che lo sosteneva fin dall'inizio della Rivoluzione.
Nel maggio del 1916 nacque ufficialmente l'esercito. Díaz richiamò i suoi vecchi compagni d'armi, i generali Gaudencio de la Llave e Higinio Aguilar, quest'ultimo tuttavia contrario all'adottare un nome così pomposo all'esercito, consapevole del fatto che non avrebbe riscosso il successo sperato. Ad esso aderirono anche nomi prestigiosi che avevano difeso il governo di Huerta come i generali Aureliano Blanquet, Juan Andreu Almazán e Luis Medina Barrón.
Durante il resto dell'anno Díaz condusse con le sue forze brillanti insurrezioni negli stati di Veracruz e di Oaxaca che misero in allarme il governo di Carranza ma che tuttavia non ebbero l'esito sperato e furono velocemente represse.
Díaz non poté far altro che ritirarsi con la maggior parte dell'esercito nel sud del Paese, mantenendo la base principale nello stato del Chiapas, dove le rivolte feliciste continuarono fino alla fine.
Dopo l'emanazione della nuova Costituzione nel 1917, una costituzione de iure democratica ma de facto anticlericale e rigida, Díaz credette di avere un'altra possibilità di affermarsi come promotore di una contro-rivoluzione ma anche stavolta il piano fallì a causa degli effimeri consensi popolari. Il 6 gennaio 1918 il generale Cástulo Pérez pubblicò un ultimo manifesto per invitare i messicani a unirsi a Díaz per salvare il Messico ma anche stavolta si risolse in un altro fallimento.
Negli anni 1910 in Messico pochi o pochissimi auspicavano a una restaurazione della famiglia Díaz, dopo che Porfirio aveva dominato il Paese per almeno tre decenni, permettendo alle potenze straniere come Stati Uniti, Regno Unito e Francia di sfruttare le importantissime risorse nazionali come il petrolio e le miniere d'argento lasciando nella totale povertà milioni di cittadini. Nonostante questo, l'Esercito Riorganizzatore Nazionale e in generale il movimento felicista godette del sostegno di una parte della ricca aristocrazia terriera del sud, spaventata dal diffondersi delle idee rivoluzionarie anarchiche tra la popolazione più povera, come con Emiliano Zapata, e dell'élite conservatrice e militare e l'esercito felicista poté fare affidamento su brillanti azioni di guerriglia, anziché compiere grandi battaglie campali come invece avveniva al nord tra la División del Norte di Pancho Villa e l'Esercito costituzionale di Álvaro Obregón.
Tuttavia il progressivo consolidamento del governo rivoluzionario costituzionalista di Venustiano Carranza e Obregón poi, con anche la nuova Costituzione e le varie diserzioni ridussero sempre più l'esercito a una forza marginale.
Nel 1918 il generale Aureliano Blanquet, tornato da poco da Cuba, morì cadendo in un burrone, evento che decretò di fatto il fallimento definitivo del progetto di Díaz e dei suoi sostenitori.
Nel 1920 infine con il colpo di Stato di Obregón contro lo stesso Carranza, il generale riuscì a "riunificare" tutta la Nazione sotto l'autorità del governo federale costituzionalista e Félix Díaz fu condannato di nuovo all'esilio. Egli, consapevole di non avere altre alternative o speranze, non organizzò una nuova sommossa e partì.
L'Esercito Riorganizzatore Nazionale a quel punto si sfaldò e cessò definitivamente di esistere. I nomi illustri che lo avevano comandato come Almazán, Barrón e Aguilar entrarono nel campo di Obregón, anche per il motivo di vedere in lui una figura forte non molto diversa da quella che aveva caratterizzato Porfirio Díaz e Victoriano Huerta.